# 三姦同罪
三姦同罪，又稱刑不隱親。是春秋時期的一件刑案，因被孔子引用來說道理而得名，姦是罪行的意思。
三姦同罪，白話譯為：三種姦行都是同樣的罪罰。三姦為昏、墨、賊，均處死刑。

## 簡述
邢侯與雍子為了領地疆界打官司，雍子知道錯在自己，為了要贏，竟把自己的親生女兒獻給法官叔魚（羊舌鮒）。叔魚收了雍子所贈送的女兒，便判雍子無罪。

邢侯知道後，在法庭上把雍子與叔魚都殺了。韓宣子因為三人都是貴族，對裁決感到為難，於是要叔魚的異母兄弟叔向（羊舌譽）論斷三人之罪。叔向說：「鮒將法律賣了，雍子用女兒賄賂法官，邢侯不是法官卻幹法官的事，三人都該判死刑。」
邢侯聽到消息，連忙出逃，韓宣子便命人將邢侯逮捕後處死，而已死的雍子和叔魚屍體再拖出來遊街，當作執行死刑。
孔子稱讚叔向判刑的時候，不因犯人是自己兄弟而有隱瞞，如此的話，即使殺死自己親人也是光榮的義行。

## 人物
- 邢侯：邢侯不是人名，是在「邢」（今河北省邢台市）這個封地的大夫，巫臣的孩子。
- 雍子：本為楚國人，因為父兄加害而逃到晉國，受封為鄐地的大夫。（鄐，讀音同畜，亦在邢台附近）
- 韓宣子：本名韓起，宣是死後的謚號，姬姓韓氏，當時擔任晉國正卿，即今日約當首相。
- 叔向：姬姓羊舌氏，晉國大夫。本名肸（發音同「細」），叔向是字。
- 雍子女：古時女子不公开使用名字，雍子的親生女兒，被父親獻給叔魚。
- 士景伯：又名士彌牟，原本該審案的法官，因公到了楚國。
- 叔魚：姬姓羊舌氏，晉國大夫。名叔鮒，叔魚是字。

## 原文
- 《國語》晉語九

士景伯如楚，叔鱼为赞理。邢侯与雍子争田，雍子纳其女于叔鱼以求直。及断狱之日，叔鱼抑邢侯，邢侯杀叔鱼与雍子于朝。韩宣子患之，叔向曰：“三奸同罪，请杀其生者而戮其死者。”宣子曰：“若何？”对曰：“鲋也鬻狱，雍子贾之以其子，邢侯非其官也而干之。夫以回鬻国之中，与绝亲以买直，与非司寇而擅杀，其罪一也。”邢侯闻之，逃。遂施邢侯氏，而尸叔鱼与雍子于市。
- 《左傳》昭公十四年

晉邢侯與雍子爭鄐田，久而無成。士景伯如楚，叔魚攝理。韓宣子命斷舊獄，罪在雍子。雍子納其女於叔魚，叔魚蔽罪邢侯。邢侯怒，殺叔魚與雍子於朝。宣子問其罪於叔向。叔向曰：「三人同罪，施生戮死可也。雍子自知其罪，而賂以買直；鮒也鬻獄；刑侯專殺，其罪一也。己惡而掠美為昏，貪以敗官為墨，殺人不忌為賊。《夏書》曰：『昏、墨、賊，殺。』臯陶之刑也。請從之。」乃施邢侯而尸雍子與叔魚於市。
- 《孔子家語》 : 正論解 - 晉邢侯與雍子爭田。

叔魚攝理，罪在雍子。雍子納其女於叔魚，叔魚弊其邢獄。邢侯怒，殺叔魚與雍子於朝。韓宣子問罪於叔向，叔向曰：「三姦同罪，施生戮死，可也。雍子自知其罪，而賂以置直，鮒也鬻獄。邢侯專殺，其罪一也已。惡而掠美為昏，貪以賂官為默，殺人不忌為賊。《夏書》曰：『昏默賊殺，咎陶之刑也。』請從之。」乃施邢侯，而尸雍子、叔魚於市。孔子曰：「叔向、古之遺直也。治國制刑，不隱於親，三數叔魚之罪，不為末或，曰義，可謂直矣。平丘之會，數其賄也，以寬衛國，晉不為頗。歸魯季孫，稱其詐也。以寬魯國，晉不為虐。邢侯之獄，言其貪也，以正刑書，晉不為頗。三言而除三惡、加三利，殺親益榮，由義也夫。」